# Francesco Maria Giunti
Francesco Maria Giunti (Sangineto, aprile 1808 – Napoli, 3 giugno 1872) è stato un avvocato e politico italiano.